# 돌좀목
돌좀목(Archaeognatha)은 무시아강 곤충의 일종으로, 데본기 중반 거미강 절지동물과 거의 비슷한 시기에 출현했을 정도로 현존하는 곤충 분류군 가운데에서도 진화상 가장 원시적이다. 현생 돌좀들과 가장 많이 닮은 화석 표본은 고생대와 좀 더 최근 시대에 쌓인 지층에서 몸체화석과 생흔화석으로 발견되었다. 역사적인 이유 때문에 대안학명 또는 동종이명으로 미크로코리피아(Microcoryphia)라 불리기도 한다.
20세기 후반까지 좀목(Zygentoma)과 돌좀목은 한 쌍의 꼬리털(尾毛. Cercus)와 한 개의 중앙미사(中央尾絲. appendix dorsalis)로 구성된 3개의 꼬리 등 두 가지 특징을 공유하고 있어 하나의 목(구 좀목, Thysanura)을 이루고 있었다. 사실 이 부분에서 돌좀목은 좀목과는 큰 차이점이 있는데, 이 3개의 꼬리 구조물 중에서 중앙미사의 길이가 2개의 미모보다 상당히 긴 반면, 좀의 모든 꼬리들의 길이는 거의 같다.  20세기 후반 이후로 구 좀목이 다계통군이었던 것으로 밝혀지면서, 돌좀아목은 좀목을 포함한 쌍관절구아강(Dicondylia)의 자매 분류군인 돌좀목으로 각자 독립된 상태의 단계통 목 체계로 격상시켰다.
돌좀목은 세계 도처에 널리 퍼져 산다. 2개 과에 대략 500여 종을 포함한다. 현재까지 그 어떤 종도 보존 위협에 처한 것으로 평가받지 않고 있다.

## 특징
돌좀목은 가슴의 등이 굽어있고 길쭉한 몸을 가진 소형 곤충이다. 이들 복부의 끝에는 세 개의 긴 꼬리 같은 구조물이 나 있는데, 양 측면에 1쌍의 꼬리털과 가운데에 자리하고 있는 길다란 선 형태의 중앙미사이다. 중앙미사는 항문외판(epiproct)과 이어져 있다. 복부 제10마디는 크기가 줄어들어 있다. 더듬이는 유연하다. 두 개의 커다란 겹눈은 머리 꼭대기에서 서로 맞닿아 있는 모습을 취하며 3개의 홑눈이 있다. 구기는 일부가 머릿속으로 파묻혀 있으며 단순 저작형 큰턱과 일곱 마디의 아랫입술수염으로 이루어져 있는데, 아랫입술수염의 길이는 보통 다리보다도 길다.
다른 곤충 목들과는 달리 이들은 후각 수용체-공동수용체(olfactory receptor-coreceptor. 일명 Orco)가 없다. 수용체가 퇴화해서 사라졌거나 처음부터 아예 나타나지도 않았던 걸로 보인다.
돌좀목은 좀목과 여러 방면에서 차이가 나는데 가령 돌좀의 비교적 작은 머리, 위 아래로 편평해지는 대신에 양 옆으로 압축된 듯한 몸통 등이 있다. 그리고 불안정하지만 공중으로 30cm 이상 도약을 할 수 있다는 점이 있다. 돌좀은 8쌍의 짧은 부속지가 복부 제2~9마디에 붙어있는데, 이를 첨지(stylus)라고 부른다. 돌좀과의 경우 가운뎃가슴과 뒷가슴의 다리마다 작고 근육이 없는 첨지를 지니고 있어 곤충 가운데에서도 유별나다. 하지만 몇몇 속에서는 가운뎃다리에 첨지가 존재하지 않는다. Meinertellidae 과의 경우 모든 다리에서 비슷한 첨지가 발견되지 않는다.
돌좀은 가슴의 다리 기절과 복부 제1~7마디의 하단에 한 쌍에서 두 쌍의 막질 복관(eversible vesicle)이 존재한다. 톡토기의 복관처럼 수분을 흡수하거나 탈피 보조용으로 쓰이기도 한다. 아홉 쌍의 숨구멍이 존재하는데 두 쌍은 가슴에, 나머지 일곱 쌍은 복부 제2~8마디에 있다. 숨구멍 한 쌍이 복부 제1마디에도 있기는 하나 퇴화해서 없어졌다.
더욱이 특이한 요소들이 돌좀에게 있는데, 그것은 복부 복판이 세 개의 판으로 이루어져 있다는 것이고, 돌좀이 자기 배설물을 풀처럼 사용해 허물을 벗기 전에 몸을 기저면에 단단히 고정해 둔다는 것이다. 돌좀은 잘 떨어지는 인편들로 뒤덮여 있는데, 이는 천적이 자신을 움켜쥐는 걸 어렵게 만듬이고 또한 외골격이 마모되는 것을 방지하거나 지연시키기 위함이다. 외골격은 매우 얇아 건조성에 대한 방호력이 떨어져서 나무 껍질이나 돌 아래의 선선하고 축축한 환경이나 공기가 습한 곳을 매우 선호한다.

## 이름
돌좀목의 학명 어원은 ‘고대’, ‘오래된‘을 뜻하는 그리스어 ἀρχαῖος (archaios)와 ’턱‘을 뜻하는 γνάθος (Gnathos)가 병합된 합성어이다. 이는 큰턱의 관절에서 유래했는데, 다른 곤충의 구기와는 차이가 있다는 점을 알린다. 원래 돌좀목은 계통발생상 원시적인 관절구(condyle)를 각각 한 개씩 가지고 있다고 여겼다. 따라서 ‘단관절구류(Monocondylia)’라 명명되기도 하였다. 나머지 다른 목에 속하는 곤충들은 관절구가 두 개라 여겼으나 이것은 이후 부정확한 것으로 나타났다. 돌좀은 다른 모든 곤충들처럼 쌍관절구 큰턱을 가지고 있기는 하나 약간 다른 상동의 관절 두 개를 지니고 있다.
동종이명인 미크로코리피아는 ‘작음’을 뜻하는 그리스어 μικρός (mikros)와 ‘머리’를 뜻하는 문맥어인 κορυφή (koryphē)가 합쳐진 것에서 왔다.
영명 ‘jumping bristletails’은 돌좀의 튀어오르는 습성과 꼬리에서 기인한다. 등이 굽은 것 때문에 'hump-backed'라 부르기도 한다.

## 생태
돌좀목은 서식지를 광범위하게 두고 나타난다. 대부분이 습기가 찬 토양에서 사는 반면, 어떤 종들은 관목림, 심지어는 사막에서조차 적응해 살아간다. 돌좀은 조류를 주로 섭취하지만 지의류, 이끼, 또는 죽은 유기체 파편도 먹는다.
교미 행동 중 세 가지 유형이 알려져 있다. 몇몇 종은 수컷이 꽁무니에서 견사를 뿜어내 지면에 붙인다. 실에서 정자 방울들이 매달려 있는데, 암컷 돌좀이 산란관으로 이를 받아가게 해놓은 것이다. 또 다른 종에서는 정포(spermatophore)가 식물의 짧은 줄기 위로 달라붙어 있다. 암컷이 정자를 받아가는 방식이든 아니든 많은 종에서 수컷이 짝짓기 동안에 정자를 암컷 생식기에 주입하려 노력한다. 수정에 관한 더욱 직접적인 방식은 페트로비우스속(Petrobius)에 속하는 종들에게서 나타난다. 페트로비우스속의 수컷은 암컷의 산란관에 직접 정자 방울을 놓아둔다. 돌좀과 관련해서 산란관에 대한 한 가지 가설이 있는데, 그것은 현존하는 곤충들의 생식기가 기절에 달린 복관이 닿을 수 없는 더 깊은 지하 틈새에 도달할 수 있는, 수분을 흡수하는데 특화한 기관에서 비롯했고, 시간이 흐르면서 암컷이 지면에서 수분 대신 정자를 받는데 사용했다는 것이다. 수정 후의 암컷 돌좀은 돌이나 나무 껍질 등에서 산란하기 적합한 틈새를 찾아 서른 개 정도의 알 무더기를 낳는다. 무변태를 해 약충은 성충을 닮았으며 종 및 온도와 섭취 가능한 먹이 등의 조건에 따라 2년 이상 지나야 성 성숙에 도달한다.
대부분의 곤충들과는 달리 성충은 성체가 된 뒤에도 허물 벗기를 계속하며 보통 각 영(instar)에 한 번씩 짝짓기를 한다. 돌좀은 총 수명이 4년 이상이며, 가장 덩치가 큰 곤충들보다도 더 오래 산다.

## 한국의 돌좀목
- 돌좀목 (Archaeognatha 또는 Microcoryphia)
  - 돌좀과 (Machilidae)
    - Haslundichilis
      - 납작돌좀 (Haslundichilis viridis) Lee et Choe

    - Pedetontus
      - 고려돌좀 (Pedetontus coreanus) Silvestri
      - 왕돌좀 (Pedetontus longus) Lee et Choe
      - 반디돌좀 (Pedetontus unimaculatus) Machida

    - Lepismachilis
      - Lepismachilis nipponica Silvestir